# Götschetal
Götschetal era un comune tedesco di 5 863 abitanti, situato nel land della Sassonia-Anhalt.

## Storia
Il comune di Götschetal venne creato il 1º luglio 2006 dalla fusione dei comuni di Wallwitz, Gutenberg, Nehlitz, Sennewitz e Teicha.
Il 1º gennaio 2010 il comune di Götschetal venne aggregato al comune di Petersberg.
| Controllo di autorità | VIAF (EN) 241908954 |